# Camille Lecointre
Camille Lecointre (* 25. Februar 1985 in Harfleur) ist eine französische Seglerin.

## Erfolge
Camille Lecointre nahm zunächst an den Olympischen Spielen 2012 in London und 2016 in Rio de Janeiro in der 470er Jolle teil. 2012 verpasste sie gemeinsam mit Mathilde Géron als Vierte mit einem Punkt Rückstand zum dritten Rang knapp einen Medaillengewinn. Mit 62 Punkten beendete sie 2016 die Regatta mit Hélène Defrance dafür auf dem dritten Rang hinter dem britischen und dem neuseeländischen Boot und gewann somit die Bronzemedaille. Fünf Jahre später wurde Lecointre mit Aloïse Retornaz bei den 2021 ausgetragenen Olympischen Spielen 2020 in Tokio erneut Dritte und sicherte sich eine weitere Bronzemedaille. Bei Weltmeisterschaften gewannen Lecointre und Defrance in der 470er Jolle zunächst 2015 in Haifa die Silbermedaille, ehe den beiden im Jahr darauf in San Isidro der Titelgewinn gelang. 2013 und 2019 wurde sie zudem Europameisterin.
Für die Bronzemedaille bei den Olympischen Spielen erhielt sie am 30. November 2016 das Ritterkreuz des Ordre national du Mérite.